# 세븐브로이맥주
세븐브로이맥주 주식회사는 대한민국의 수제맥주 기업이다.

## 역사
중소기업으로는 한국 최초로 맥주 제조일반면허를 취득하였다.

## 논란
2020년 협업해 곰표 밀맥주를 출시한 두 회사는 3년 계약 종료 후 대한제분이 제조사를 세븐브로이에서 제주맥주로 변경하면서 세븐브로이는 대한제분이 자사 기술을 경쟁사에 전달했다며 공정위에 제소하고, 곰표 밀맥주 시즌2 제품의 판매 금지를 요청했다.  이에 대한제분은 시즌2 제품이 제주맥주의 독자적 레시피로 만들어졌다며 의혹을 부인했고 세븐브로이는 이후 가처분 신청을 취하했으나, 불공정 거래 행위에 대한 문제 제기는 계속하고 있다.

## 제품
강서 맥주, 한강 맥주 곰표 밀맥주